# Verfassungscharta von 1826
Die Verfassungscharta von 1826, oft auch einfach nur Charta genannt, war die zweite Verfassung in der Geschichte Portugals. Sie wurde dem Land 1826 von König Peter IV. gegeben.
Anders als die erste Verfassung des Landes, die 1822 von einer verfassunggebenden Versammlung (Cortes) verabschiedet wurde (siehe Liberale Revolution in Portugal), handelte es sich bei der Charta um eine so genannte „oktroyierte Verfassung“, da sie ohne Mitwirkung des Volks vom König in eigener Machtvollkommenheit erlassen wurde.
Die Charta sah ein Zweikammerparlament vor. Die obere Kammer, nach dem Vorbild des britischen Oberhauses aufgebaut, bestand aus erblichen Peers, das Abgeordnetenhaus wurde zum Teil gewählt, zum Teil vom König ernannt. Die Charta war wesentlich konservativer als die Verfassung von 1822, da der König mit ihr auch die Anhänger der absoluten Monarchie zufriedenstellen wollte. Trotzdem wurde die Charta von diesen abgelehnt, mit der Machtübernahme des absolutistischen Königs Michael I. außer Kraft gesetzt und erst nach dem Sieg der Liberalen im Miguelistenkrieg wieder eingeführt.
Nach dem Miguelistenkrieg kam es unter den Liberalen über die Frage, ob die Charta weiterhin gelten oder eine liberale Verfassung nach dem Muster von 1822 eingeführt werden sollte, zu einer landesweiten Spaltung. Die Anhänger beider Seiten, die Cartisten einerseits (Anhänger der Charta) und die Setembristen andererseits (Anhänger einer liberalen Verfassung), bekämpften sich in einer Weise, die schließlich zum Bürgerkrieg führen sollte. Je nachdem, wer in diesem Konflikt gerade die Oberhand hatte, wurde die Charta außer Kraft gesetzt oder wieder eingeführt. So galt die Charta als Verfassung von Portugal von 1826 bis 1828, von 1834 bis 1836 und ab 1842 bis zum Ende der Monarchie 1910. Die Charta wurde 1852 durch eine Verfassungsreform wesentlich verändert, um sie auch für die Setembristen annehmbar zu machen.